# Vaccino
Il vaccino è un preparato biologico prodotto allo scopo di conferire l'immunità acquisita attiva contro un particolare tipo di infezione ai soggetti a cui è somministrato.
La pratica della somministrazione di vaccini, denominata vaccinazione o vaccinoprofilassi, ha il fine di sfruttare attivamente la memoria immunologica del sistema immunitario, consentendo al corpo di sviluppare un sistema di difesa contro un batterio, un virus o altro microrganismo (usualmente contro le loro forme wild type oppure contro diverse tra le varianti più patogeniche) ancor prima di venire a contatto con esso. In questo si distingue dall'immunità artificiale passiva, che si basa sull'utilizzo di sieri, ossia di fluidi corporei provenienti da un altro individuo umano (siero omologo) o animale (siero eterologo) che è già venuto in contatto con l'agente patogeno.
I vaccini sono presidi preventivi fondamentali per la salute, la cui introduzione ha permesso di ridurre in pochi decenni, in modo sicuro ed estremamente rilevante, l'incidenza di malattie gravi e potenzialmente letali che erano diffuse da millenni, la mortalità infantile e varie forme di disabilità nel mondo.
Uno dei traguardi più importanti conseguiti grazie alla vaccinazione è stato raggiunto nel 1980, quando l'Organizzazione mondiale della sanità dichiarò scomparso dalla Terra il vaiolo umano. Attualmente sono disponibili diversi tipi di vaccini contro numerose malattie, la cui applicazione è regolata dalle legislazioni sanitarie delle diverse nazioni del mondo.

## Etimologia
Il termine "vaccino" deriva dal latino vacca, termine che identifica l'esemplare femminile di Bos taurus, e dal relativo aggettivo vaccinus (bovino, della vacca). Venne coniato dal medico britannico Edward Jenner, che nel 1796 lo utilizzò per la prima volta per indicare il materiale ottenuto dalle pustole di bovini ammalati di vaiolo bovino. Jenner, infatti, intuì che inoculando nell'uomo questo materiale, appunto il vaccino (da cui nasce anche il termine vaccinazione che ne indica l'inoculazione), causava una lieve infezione, ma si otteneva anche la produzione di anticorpi specifici che assicuravano l'immunità al vaiolo umano, simile a quello bovino ma mortale per l'uomo.

## Storia e diffusione

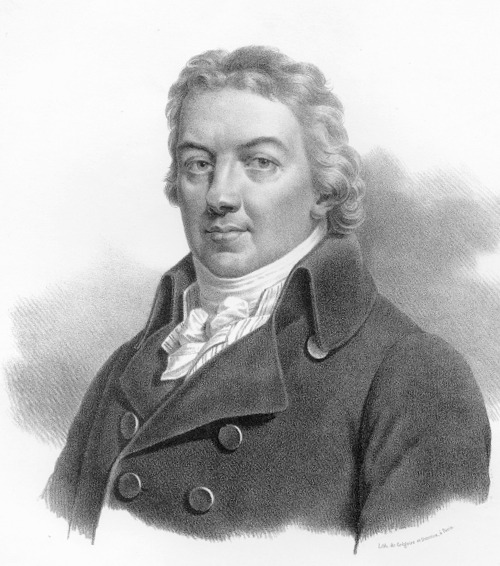
Edward Jenner

La strategia nella creazione di un vaccino si basa su una semplice osservazione, fatta probabilmente per la prima volta durante la Guerra del Peloponneso durante alcune epidemie di peste, dove apparve evidente che chi era già stato colpito dal morbo e ne era guarito aveva meno probabilità di venire infettato una seconda volta dal medesimo patogeno. Si intuì quindi che la sopravvivenza ad un'infezione causa quasi sempre l'immunizzazione all'agente patogeno che lo ha causato.
Il primo grande passo avanti fu fatto solo nel 1796 da Edward Jenner. Jenner osservò che le mungitrici che contraevano il vaiolo bovino (una forma molto più lieve del vaiolo umano), e successivamente guarivano, non contraevano mai il vaiolo umano. Egli provò quindi ad iniettare del materiale preso dalla pustola di vaiolo bovino in un bambino di 8 anni, James Phipps, figlio del suo giardiniere personale: la malattia non si sviluppò.
Circa 100 anni più tardi Louis Pasteur dimostrò che per generare un'immunità verso un patogeno si potevano usare preparazioni microbiche alterate usando midollo spinale di conigli infettati con la rabbia e bacilli di antrace riscaldati.
Tappa importante nella storia della vaccinazione è la dichiarazione, nel 1980, da parte dell'Organizzazione Mondiale della Sanità della completa eradicazione del vaiolo.
Sebbene la scoperta dei vaccini abbia avuto un ruolo essenziale per rivoluzionare il modo di affrontare le infezioni patologiche, la loro diffusione -in particolare nelle zone più povere del pianeta- risulta ancora limitata da diversi fattori.

### Ostacoli economici
La vaccinazione può essere considerata il trattamento per le malattie infettive con il miglior rapporto costo-beneficio. Nonostante questo, i preparati risultano essere costosi a causa degli alti costi di sviluppo.
Il National Vaccine Advisory Committee USA ha stimato che nel 1995 le vendite di vaccini hanno coperto il 46% delle spese per ricerca e sviluppo. Molte ricerche e progetti di nuovi vaccini possono procedere solo grazie a contributi governativi.
L'Organizzazione Mondiale della Sanità prevede 6 vaccini nel suo Programma di Vaccinazione: difterite, tetano, pertosse, polio, morbillo e tubercolosi. Il costo di produzione di questi vaccini è inferiore a un dollaro, però il reale costo della vaccinazione è molto maggiore, in quanto devono essere contemplate le spese di laboratorio, trasporto, la catena del freddo, il personale e la ricerca.
A volte il budget sanitario di molte nazioni povere del mondo è inferiore a 1$.

### Ostacoli tecnici
Oltre agli ostacoli economici di molti paesi del mondo, esistono ancora degli ostacoli tecnici. Innanzitutto per alcune patologie l'azione dei soli anticorpi può non bastare per eradicare l'infezione e quindi il vaccino, sebbene parzialmente utile, diventa inefficace. In secondo luogo, tutto dipende dall'organismo che si sta cercando di combattere. Virus come quello dell'influenza o dell'HIV sono soggetti ad una mutazione elevatissima (è stato calcolato che il virus HIV in un individuo sieropositivo è in grado di mutare in tutte le varianti possibili in un solo giorno) e quindi lo sviluppo di risposte verso uno o alcuni antigeni diventa inutile per eradicare l'infezione e la difesa dell'organismo.

## Tipologie
Al di là della patologia da cui proteggono, la distinzione tra vaccini è legata al modo con cui sono ottenuti e prodotti i componenti in grado di scatenare la risposta immunitaria. Esistono vaccini che contengono:
- organismi vivi attenuati, come i vaccini contro la poliomielite di Sabin (OPV)[18], febbre gialla, morbillo, parotite, rosolia, varicella, rotavirus e vaiolo.
- organismi inattivati o uccisi, come i vaccini contro la poliomielite di Salk (IPV)[18], rabbia, influenza, pertosse, colera, epatite A, febbre tifoide e peste;
- antigeni purificati (o vaccini a subunità), come i vaccini (costituiti da anatossine) contro il tetano o la difterite;
- antigeni ricombinanti e peptidi sintetici, come il vaccino contro l'epatite B;
- DNA o RNA, come diversi vaccini contro il SARS-CoV2;
- carriers proteici coniugati agli antigeni che consentono una maggiore risposta immunitaria e vengono spesso utilizzati nei vaccini contenenti antigeni polisaccaridici (più difficili da riconoscere per i linfociti) quali quelli contro meningococchi, pneumococchi ed Haemophilus influenzae di tipo B.

Molti dei vaccini in uso oggi agiscono prevalentemente inducendo una risposta umorale.

### Vaccini con organismi vivi attenuati

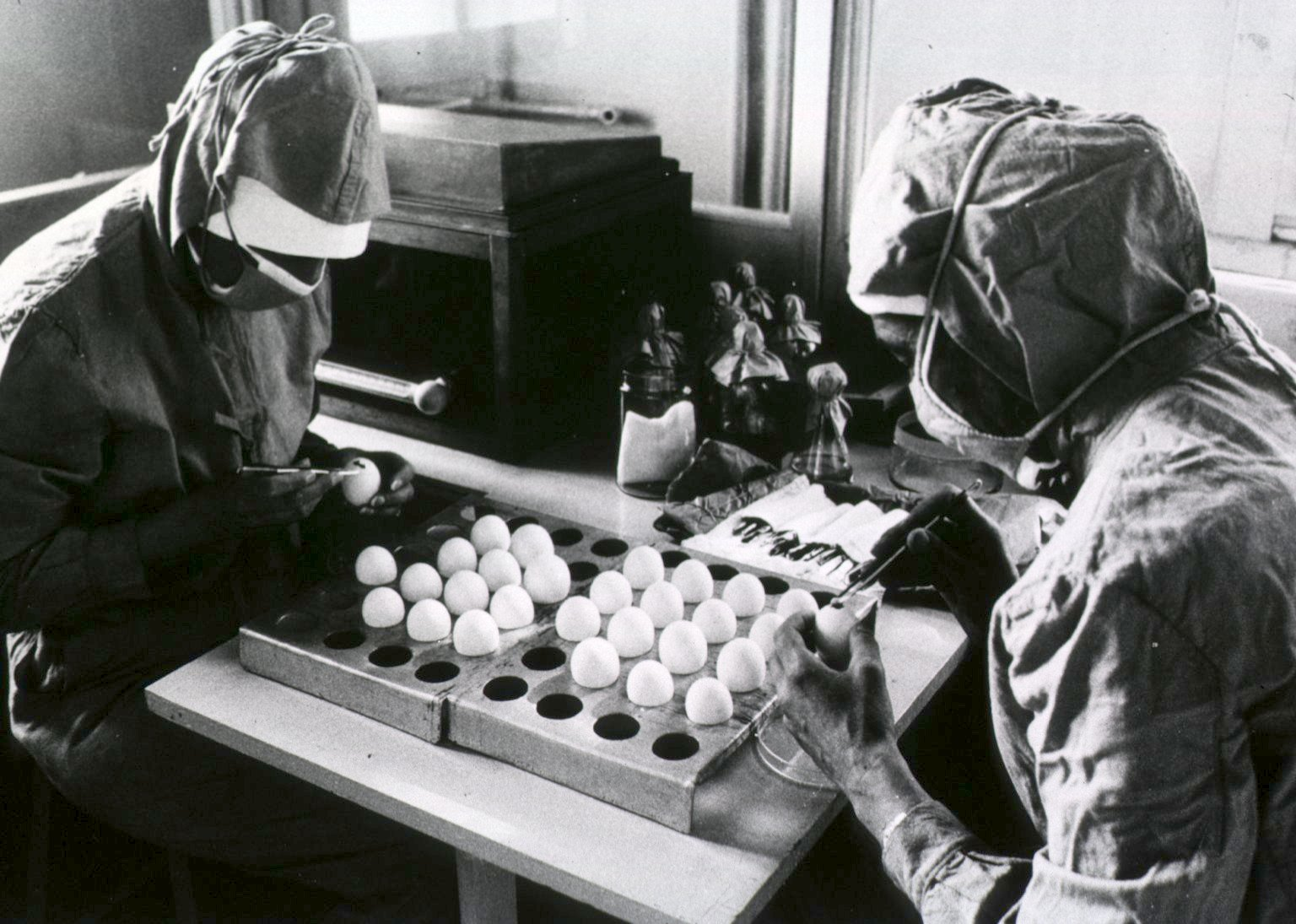
Preparazione di virus attenuati coltivati in uova di gallina. Alcuni tipi di vaccini antinfluenzali sono esempi di vaccini preparati con tale metodo.

I vaccini di questo tipo sono composti da organismi intatti, resi non patogenici trattandoli per attenuarne la capacità di causare la malattia oppure uccidendoli senza perderne l'immunogenicità. Questo tipo di vaccini è molto vantaggioso per via del fatto che innescano sia la risposta immunitaria innata che adattativa in modo simile a quanto avverrebbe in una reale infezione. Tra i vaccini a virus attenuati si ricordano il vaccino contro la poliomielite, il morbillo e la febbre gialla.
Essi si ottengono coltivando il patogeno, ad esempio facendo crescere in cellule in coltura dei virus e selezionandoli in base alla loro capacità replicativa. Nel caso dei virus, quelli che dimostrano un basso tasso di replicazione in cellule umane sono scelti in quanto possono provocare meno danni nel corpo umano e non portare a patologia.
I vaccini composti da batteri attenuati o uccisi si sono dimostrati essere meno efficaci di quelli composti da virus trattati allo stesso modo poiché inducono una protezione limitata e per un periodo di tempo limitato.
In generale, il maggior difetto dei vaccini attenuati è che possono regredire nella forma virulenta, cosa che non accade nei vaccini inattivati. Nonostante i ceppi selezionati abbiano una bassa patogenicità, la grande capacità di mutare dei virus può portare in rari casi ad un loro riacquisto di azione patogena. L'unico caso effettivamente documentato al riguardo è quello del vaccino attenuato antipolio (vaccino orale di Sabin) per il quale è stato dimostrato che il ceppo Sabin 3 in rarissimi casi (1 caso ogni 750 000 soggetti vaccinati) può tornare virulento, causando generalmente una sintomatologia più lieve dell'infezione naturale che però può diventare grave in soggetti immunocompromessi per i quali in generale i vaccini con organismi inattivati sono preferibili rispetto a quelli con microrganismi attenuati. Per questo motivo in molti paesi in cui la poliomielite non è più presente da tempo (tra cui l'Italia) si è deciso ad esempio di non somministrare più il vaccino attenuato di Sabin, sostituendolo con il vaccino inattivato di Salk. I vaccini costituiti da organismi attenuati in numerosi casi inducono risposte immunitarie maggiori rispetto ad altri tipi di formulazioni e hanno inoltre rilevanti effetti non specifici protettivi verso altre infezioni.

### Vaccini con organismi inattivati
I vaccini inattivati si ottengono trattando i patogeni in modo da rendere impossibile loro di replicarsi, tramite il blocco della sintesi proteica. Facendo questo, però, si inibisce anche la capacità di produrre proteine nel citosol e di conseguenza il processamento degli antigeni per la via del MHC di prima classe. Questo comporta una non attivazione delle risposte T citotossiche.
Per ottenere l'obiettivo prefissato in linea teorica basta trattare il composto con del calore, il quale però causa la denaturazione delle proteine (e conseguentemente la loro inattivazione a fini immunogenici); in genere si preferisce quindi un'inattivazione chimica con formaldeide o agenti alchilanti.
A differenza dei vaccini attenuati, richiedono ripetuti richiami per mantenere lo stato di immunità nell'organismo e sono molto più sicuri dal momento che non mantengono la capacità di replicarsi e di regredire alla forma nativa. Tra i più importanti vaccini si ricordano il vaccino antinfluenzale, vaccino anticolera e il vaccino antiepatite A.

### Vaccini costituiti da componenti del microrganismo

#### Vaccini a subunità
I vaccini a subunità sono composti da antigeni purificati, cioè antigeni o pezzi di essi ricavati da un microrganismo o dalle sue tossine. Vengono somministrati quasi sempre con un adiuvante che permette un legame migliore con l'anticorpo e quindi una risposta migliore.
Molti organismi, come ad esempio il tetano e la difterite, esprimono la loro virulenza tramite delle esotossine. L'inattivazione delle tossine produce un tossoide che costituisce poi il vaccino somministrato, come avviene nei vaccini antitetanico e antidifterico.
Altri vaccini sono costituiti da polisaccaridi capsulari purificati. Tali strutture nel patogeno vivo possono impedire la fagocitosi da parte dei macrofagi, tuttavia il legame a questi polisaccaridi di anticorpi e complemento (opsonizzazione) permette e aumenta la fagocitosi stessa. Ne sono esempi il vaccino contro lo pneumococco e il vaccino contro il meningococco. Anche il vaccino antipertosse, spesso somministrato insieme a quelli contro la difterite e il tetano (vaccino DTP), è un esempio di vaccino costituito da un piccolo numero di proteine purificate dal batterio.

#### Vaccini con antigeni sintetici
I peptidi sintetici e gli antigeni ricombinanti sono di interesse recente e prevedono la produzione degli antigeni voluti per formare il vaccino usando varie tecnologie, tra cui il DNA ricombinante. Il loro principale svantaggio è di non provocare la risposta CD8 a causa dell'impossibilità degli antigeni di essere processati secondo la via dell'MHC di prima classe. La loro purezza e la possibilità di essere prodotti nelle giuste quantità non bastano a soppesare il livello piuttosto basso di protezione. Ultimamente si sta pensando di usare dei vettori eterologhi attenuati che, però, possono diventare virulenti. I peptidi sintetici, sebbene abbiano un costo molto basso, possono arrivare in tutte le cellule portando più alla tolleranza che all'immunità.
Il primo vaccino con antigeni ricombinanti ad essere stato approvato per l'uomo è stato il vaccino per l'epatite B. Fu sviluppato clonando in cellule di lievito il gene per un antigene di superficie del virus dell'epatite B, HBsAG. Le cellule di lievito quindi vengono fatte crescere e poi lisate per ricavarne l'antigene sintetizzato. Una volta estratto viene purificato e poi entra a costituire il vaccino.

#### Vaccini con materiale genetico
Queste due tecniche si basano sulla possibilità di far produrre alle cellule dell'organismo da immunizzare gli antigeni che devono scatenare la risposta immunitaria. Questo può avvenire in due modi: infettando le cellule con un virus non citopatico (cioè che non le uccide) oppure inoculando un plasmide contenente un cDNA: in entrambi i casi si introduce un acido nucleico codificante per l'antigene. Questi approcci hanno il vantaggio di essere gli unici capaci di generare una risposta dei linfociti citotossici.
Un vaccino a RNA agisce mediante l'ingresso di frammenti di mRNA nelle cellule del soggetto vaccinato, inducendole a produrre antigeni dei microrganismi patogeni (ad esempio spike virali) o antigeni tumorali al fine di indurre una risposta immunitaria adattativa contro tali bersagli.

### Vaccini coniugati
Le miscele e i coniugati sono raggruppamenti di vaccini diversi, ottenuti da microrganismi attenuati.
Mentre gli antigeni proteici sono in grado di attivare una risposta da parte dei linfociti T helper (e quindi anche dei linfociti B), gli antigeni polisaccaridici attivano solo una risposta dei linfociti B stimolando la produzione di IgM ma non di IgG, e inducono un basso sviluppo di cellule della memoria. Per ovviare a questo problema i vaccini coniugati sfruttano il fenomeno aptene-carrier, secondo il quale diverse sostanze possono sviluppare una risposta immunitaria insoddisfacente se prese singolarmente, mentre se somministrate legate fra loro diventano potenti immunogeni. Il coniugato polisaccaride-proteina quindi garantisce anche una risposta dei linfociti T che stimola lo switch da IgM a IgG.
I vaccini coniugati sono di grande importanza nei bambini al di sotto dei 2 anni, in quanto questi possiedono un deficit fisiologico nella risposta immunitaria verso antigeni polisaccaridici. Ne sono esempi i vaccini contro H. influenzae, pneumococchi e meningococchi.

## Produzione
La produzione dei farmaci e dei vaccini segue un processo produttivo industriale. I vaccini utilizzati correntemente rispondono a rigorosi criteri di efficacia dell'azione vaccinale e di sicurezza clinica del preparato.
I vaccini sono in soluzione, se costituiti da anatossine o antigeni purificati, oppure in sospensione, se costituiti da virus o batteri interi. Al preparato contenente gli antigeni del patogeno (in qualunque forma essi siano) possono essere aggiunti conservanti e stabilizzanti, antibiotici, adiuvanti, proteine carrier.

### L'uso di adiuvanti
Gli adiuvanti sono sostanze che vengono somministrate insieme agli antigeni nei vaccini per potenziare la risposta immunitaria. Per innescare una risposta immunitaria in grado di eradicare i patogeni non basta infatti il semplice legame dell'antigene con il recettore dei linfociti T o gli anticorpi, ma serve anche una risposta dell'immunità innata in grado di garantire la produzione delle molecole costimolatorie indispensabili per stimolare la proliferazione e la differenziazione dei linfociti.

## I vaccini più diffusi

### Poliomielite
La storia del vaccino per la poliomielite è lunga e di particolare interesse.

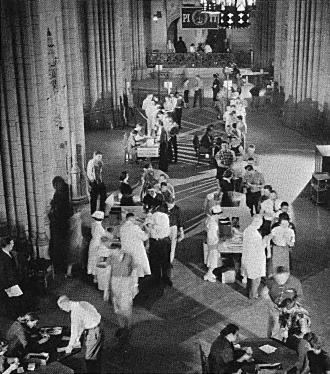
Somministrazione della vaccinazione antipolio di tipo Salk, nel 1957, presso l'Università di Pittsburgh, dove è stata sviluppata.

Nel 1957 venne introdotto il vaccino a virus ucciso tipo Salk (somministrato per via intramuscolare), mentre nel 1964 venne introdotto un vaccino a virus vivo attenuato tipo Sabin (somministrato per via orale). Con l'uso del vaccino tipo Sabin c'era la possibilità di eliminare con le feci un virus vivo attenuato, con lo scopo di mettere in circolo una popolazione virale a bassa virulenza in modo da poter ottenere un'elevata copertura vaccinale di massa, anche nei confronti degli individui che per svariati motivi non erano stati vaccinati (ad esempio gli immigrati). Nel 1966 venne emanata la legge sull'obbligatorietà della vaccinazione anti-polio di massa per i nuovi nati nel primo anno con vaccino tipo Sabin, anche in considerazione della frequenza della malattia in quegli anni.
Non vengono vaccinate le seguenti tipologie di persone:
- individui affetti da immunodeficienza congenita (umorale, cellulo-mediata e combinata)
- individui che presentino infezione da HIV
- pazienti in terapia immunosoppressiva (farmaci o radiazioni)
- conviventi di immunodepressi primitivi o secondari
- donne in stato di gravidanza
- individui oltre i 18 anni non immunizzati in precedenza

Quando il rischio di comparsa di VAPP (Poliomielite Paralitica Associata al Vaccino, cioè causata dal vaccino stesso) divenne superiore al rischio di comparsa della malattia da virus selvaggio, si rese necessario modificare il sistema di profilassi sostituendo l'OPV (vaccino somministrato per via orale) con l'IPV (vaccino inoculato). Per questo motivo si decise di reintrodurre il vaccino tipo Salk.
Poiché l'Italia è geograficamente vicina ad aree in cui ci sono state epidemie (come l'Albania) o comunque ad aree in cui sono presenti casi di polio e da cui proviene da una elevata immigrazione, l'introduzione del vaccino IPV avvenne con un certo ritardo. Il passaggio da OPV a IPV fu graduale, con l'introduzione nel 1999 di uno schema sequenziale 2 dosi di IPV seguite da 2 dosi di OPV (prima si somministra l'IPV perché il rischio di VAPP associato all'OPV è maggiore nelle prime dosi). I risultati con questo schema furono molto buoni: dal 1980 al 1994, già con l'uso solo di OPV, vi furono solo 8 casi di VAPP per anno, mentre dal 1996 in poi, quando fu introdotta la raccomandazione per l'uso dello schema sequenziale, i casi di VAPP sono ulteriormente crollati (nel 1997 5 casi di VAPP, nel 1998 1 solo). Nel 2002 si è passati al solo uso di IPV e questo è avvenuto in concomitanza alla disponibilità su tutto il territorio nazionale dei vaccini esavalenti.
Il vaccino poliomielitico è uno dei più efficaci che ci siano in circolazione. Basti pensare che in tutto il mondo, dall'inizio del terzo millennio, non si sono avuti casi di poliomielite in individui con un passato calendario di vaccinazioni adeguate. L'efficacia è, quindi, del 100% netto.

### Difterite

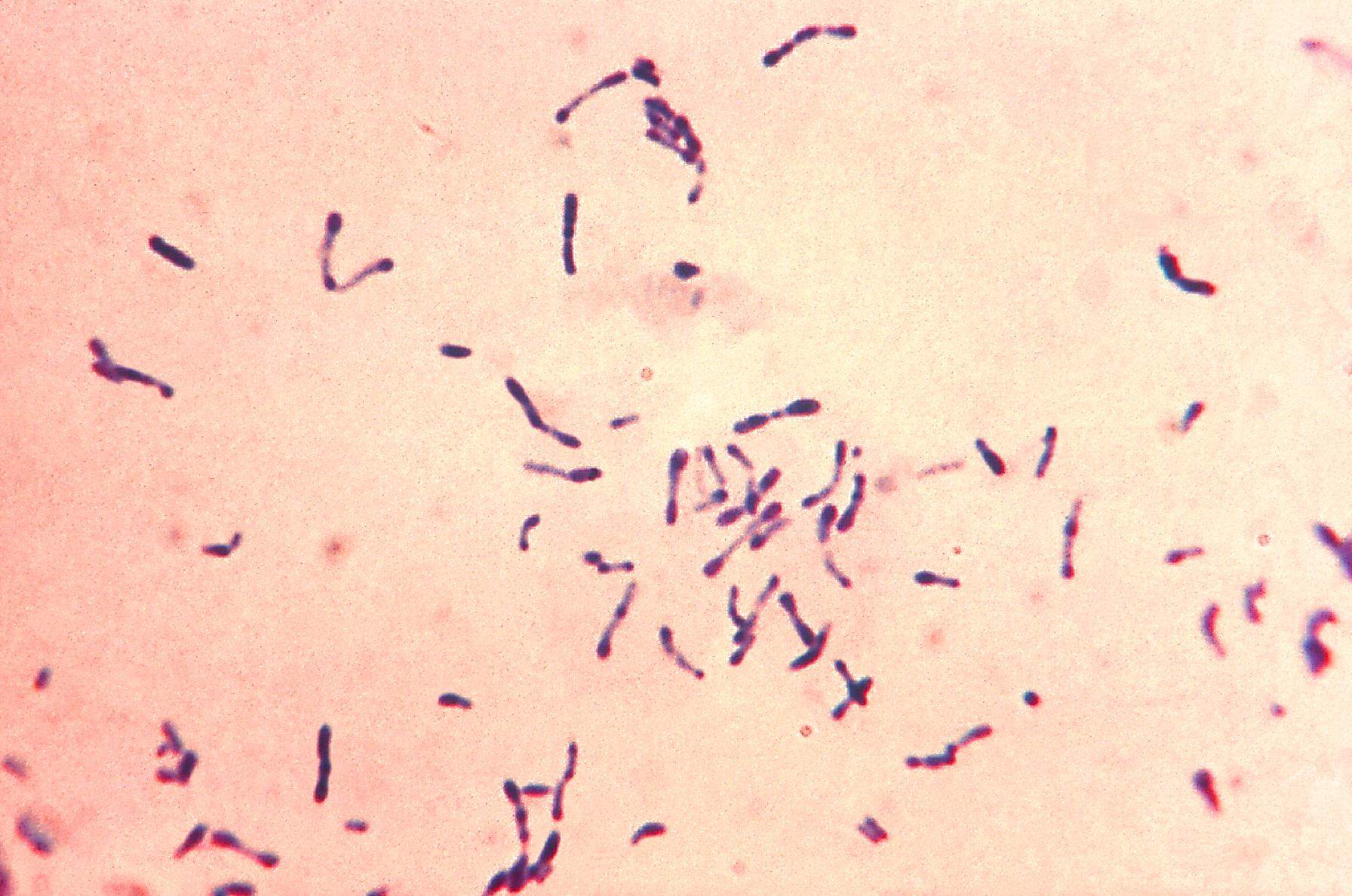
Colonie di Corynebacterium diphtheriae.
La colorazione di GRAM mette
in evidenza bacilli con tipica forma a clava.

Causata da ceppi tossigeni (produttori di tossina) di C. diphtheriae. La faringite difterica è una grave faringite pseudomembranosa associata ad un'importante adenopatia satellite. La localizzazione faringea non pone particolari problemi legati al distretto interessato ma, a causa dell'abbondante vascolarizzazione che permette il passaggio in circolo della tossina, è la forma più spesso seguita da complicanze a distanza.
Le complicanze della difterite riguardano:
- Miocardio: tachicardia, ipotensione, ritmo da galoppo, disturbi del ritmo (fibrillazione atriale, battiti prematuri ventricolari, tachicardia ventricolare, fibrillazione ventricolare). Di solito ha un'evoluzione benigna, ma quando il riassorbimento della tossina è notevole può condurre a shock cardiogeno e a morte.
- Sistema nervoso periferico: paralisi precoci che solitamente interessano il nervo glossofaringeo (paralisi del velo pendulo, disturbi della fonazione come voce nasalizzata, reflusso di liquidi nel naso durante la deglutizione) e paralisi tardive che possono interessare sia i nervi cranici che spinali.
- Rene: oliguria, proteinuria ed ematuria.

Il vaccino anti-difterite contiene tossoide difterico inattivato con formaldeide.
Gli individui vaccinati possono essere infettati dal C. diphtheriae ma le manifestazioni sistemiche della difterite non insorgono. Il vaccino attualmente si trova incluso nella formulazione esavalente, mentre per i richiami successivi, da eseguirsi ogni 10 anni, il vaccino è somministrato insieme a quello anti-tetanico (TD) e ha un contenuto antigenico ridotto.
Gli effetti collaterali sono pochi e di modesta importanza, e comprendono: rari effetti locali (eritema o tumefazione), francamente diminuiti con la possibilità di somministrazione dell'esavalente; reazioni sistemiche (febbre modesta, sintomi simil-influenzali); reazioni di ipersensibilità. Il rischio di complicazioni aumenta parallelamente con l'età del vaccinato, perciò è consigliabile non effettuare vaccinazioni ulteriori, dopo quelle obbligatorie per legge, in quanto un'ottima immunità è comunque garantita per periodi di tempo molto lunghi passati dall'ultima dose vaccinale. L'efficacia, infatti, si mantiene attorno al 97% circa, nell'arco della vita.

### Tetano

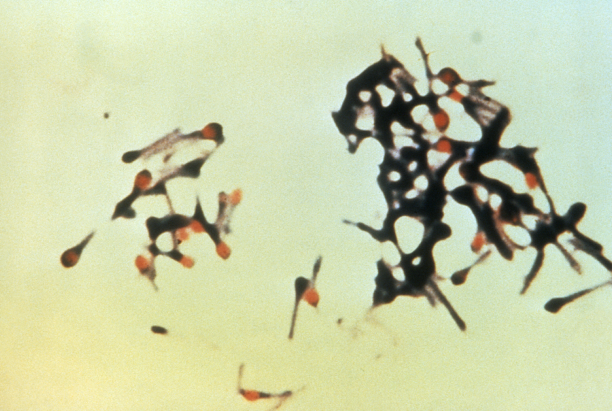
Colonia di bacilli di Clostridium tetani

È una tossinfezione dovuta alla tossina di Clostridium tetani, bacillo anerobio obbligato gram positivo, sporigeno.
In Italia la vaccinazione è stata introdotta nel 1963, inizialmente per alcune categorie professionali (lavoratori agricoli, sportivi); nel 1968 è stata resa obbligatoria per tutti i bambini nel 2º anno di vita in associazione con quella anti-difterica. In risposta a queste misure preventive c'è stata una diminuzione notevole dei casi di malattia, ma non ancora una totale scomparsa.
Il vaccino è costituito dall'anatossina ottenuta trattando la tossina con la metodica di Ramon: formolo 0,4% a 38°- 40° per un mese. Per gli individui di età superiore ai 6-7 anni si somministra un vaccino bivalente (tetano e difterite) dal contenuto antigenico ridotto, usato anche per i richiami successivi. La durata dell'immunizzazione è di almeno 10 anni. L'efficacia è, se la vaccinazione è "ribadita" da opportuni richiami ogni 5 o 10 anni (a seconda dell'età del paziente), del 99,3%.
Gli effetti collaterali sono rari e modesti: effetti locali (eritema, tumefazione); reazioni di ipersensibilità; reazioni sistemiche severe sono molto rare, e avvengono soprattutto dopo un eccessivo numero di dosi precedenti; isolati casi di complicanze (neuriti).

### Pertosse
La pertosse è un'infezione batterica acuta dell'albero tracheobronchiale, causata da Bordetella pertussis, un batterio gram negativo, immobile e asporigeno, che nel soggetto non immune si manifesta con un quadro tipico di accessi di tosse spasmodica.
La gravità della malattia è accentuata nel primo anno di vita, soprattutto nei primi mesi, dove la mortalità è elevata.
Senza dubbio però la malattia è diffusa anche nei bambini in età prescolare e adolescenziale, che di per sé non hanno un rischio di morte ma la possono trasmettere ai fratelli più piccoli. Da un punto di vista vaccinale, c'è la necessità di coprire soprattutto il primo anno di vita, ove si concentra il 70% dei decessi.
Alcuni paesi come gli Stati Uniti, la Germania, l'Inghilterra e molti altri paesi europei preferiscono adottare una scheda vaccinale che copre già dal 2º mese di vita (2º-4º-7º mese e poi un richiamo successivo al 12º-15º mese); in Italia e nei Paesi scandinavi vengono fatte solo 3 dosi, partendo dal 3º mese.
Esistono due tipi di vaccino: il vaccino a cellule intere e quello acellulare.
Il primo, tuttora usato in alcuni paesi (ad esempio in Scandinavia), ha un'efficacia protettiva dell'82%, che si riduce a circa il 57% dopo 3 anni, al 52% dopo 7 anni ed al 48% dopo 15 anni. Determina con discreta frequenza reazioni locali e febbre moderata, più di rado febbre elevata, convulsioni, modificazioni dello stato di coscienza, pianto persistente e stridulo; complicanze neurologiche gravi, costituite da un'encefalopatia con sequele permanenti, sono invece limitate ad un caso ogni mezzo milione di vaccinazioni.
Il vaccino acellulare, attualmente usato in Italia e negli USA, contiene frazioni antigeniche purificate, ha un'efficacia protettiva che si avvicina all'85% (che peraltro resiste nel tempo molto meglio, rimanendo al 76% circa anche dopo 15 anni) ed è assai meglio tollerato del preparato a cellule intere.

### Epatite B
Alta: prevalenza superiore a 8%
     Moderata: tra il 2 e il 7%
     Bassa: inferiore al 2%

Diffusione dell'epatite B nel mondo (2005):
Alta: prevalenza superiore a 8%
Moderata: tra il 2 e il 7%
Bassa: inferiore al 2%

Ha una diffusione importante soprattutto in Asia, Sudamerica e Africa.
Più di 2 miliardi di persone attualmente viventi hanno subito un'infezione da HBV; circa 350 milioni sono infetti cronicamente; circa 1 milione di morti l'anno sono dovute all'epatite B; la cirrosi e l'epatocarcinoma insorti in presenza di un'epatite cronica B sono tra le principali cause di morte in molte parti dell'Africa, dell'Asia e della regione del Pacifico.
La trasmissione della donna con positività per l'antigene HBs è particolarmente elevata se è positiva anche per l'antigene HBe (la percentuale di nati infetti, se non adeguatamente trattati, sale al 90%); in ogni caso se la donna è HBe negativa la percentuale di trasmissione è del 20%. Indipendentemente dall'antigene HBe, e in considerazione del fatto che la trasmissione del virus avviene al momento del parto per contatto con sangue materno e secreti vaginali e non durante la gravidanza, la prevenzione per il neonato si attua attraverso la somministrazione entro le 48 ore di vita di 200 IU (International units) intramuscolo di immunoglobuline anti-HBsAg specifiche (HBIG) e di una dose di vaccino i.m. entro la prima settimana di vita. Successivamente il bambino riceverà come tutti gli altri la dose di esavalente.
Il vaccino contro l'epatite B è disponibile dal 1982; il primo vaccino veniva preparato usando il plasma di individui HBsAg positivi; il secondo vaccino è preparato attraverso la tecnologia del DNA ricombinante ed è quello usato attualmente. Dal 1991 il vaccino contro l'epatite B viene somministrato per legge a tutti i nuovi nati negli stessi tempi (3º, 5º ed 11º mese di vita) in cui essi ricevono le altre vaccinazioni obbligatorie contro la difterite, tetano e la poliomielite (Schema Piazza). La legge ha imposto la vaccinazione anti-epatite B anche ai dodicenni solo dal 1991 al 2003.
Questa strategia vaccinale ha dato i suoi frutti, in quanto i nuovi casi di malattia sono diminuiti notevolmente.
In individui sani, la durata dell'immunizzazione è almeno di 15-20 anni. Il vaccino dà lievissimi e non costanti effetti collaterali, come febbre modesta, cefalea e dolenzia nella sede dell'inoculazione del virus.
L'efficacia del vaccino sfiora il 92%, mantenendosi piuttosto costante nel tempo.

### Haemophilus influenzae di tipo B

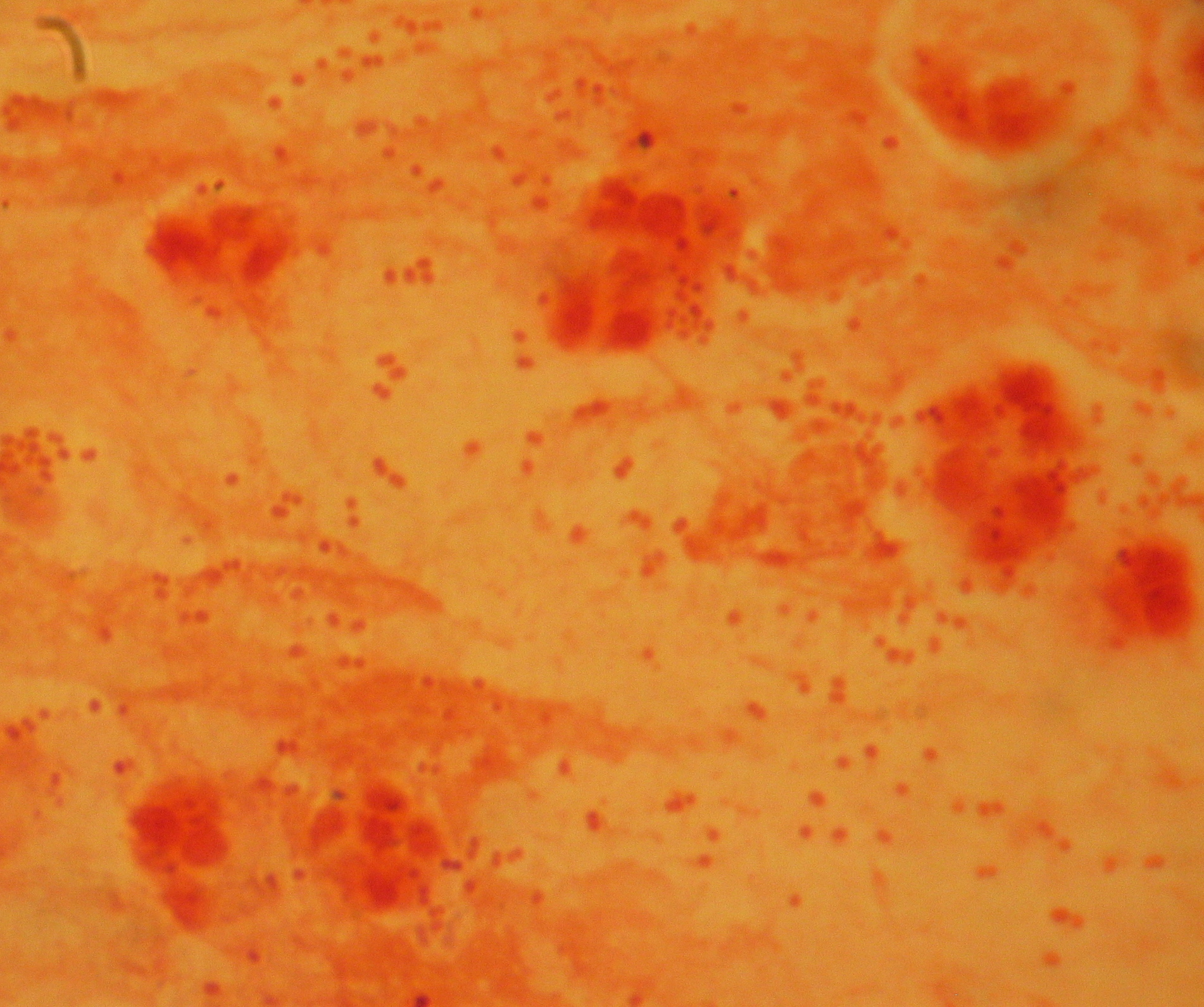
Coccobacilli di Haemophilus influenzae in un campione di espettorato.

Haemophilus influenzae è un microrganismo che determina un ampio spettro di patologie: molto comuni sono le infezioni delle mucose quali otite media, sinusite, bronchite, congiuntivite, polmoniti, infezioni del tratto urinario; di solito non danno luogo a sepsi e quindi non sono pericolose per la vita. Le patologie invasive gravi avvengono soprattutto nei neonati, e in generale nei bambini al di sotto dei 5 anni di età.
Le più importanti patologie invasive sono meningite, epiglottite e polmonite settica.
Dalla seconda metà degli anni '80 furono disponibili vaccini polisaccaridici; essi hanno la caratteristica di non stimolare l'immunità dipendente dai linfociti T. Successivamente, il polisaccaride capsulare è stato coniugato ad una proteina di trasporto: quest'ultima viene riconosciuta dalle cellule T e stimola la risposta immunitaria T-dipendente, col vantaggio di aumentare la produzione di anticorpi, soprattutto nei bambini più piccoli.
A seguito dell'introduzione del vaccino, c'è stato un drastico calo a livello mondiale delle patologie: se in precedenza i casi da patologie invasive da H. influenzae erano intorno ai 15-30 casi per 100 000 soggetti per anno, si è scesi a un'incidenza annua di meno di 1 caso per 100 000 individui. L'efficacia del vaccino possiede una amplissima controversia di pareri: si va da un possibile 30-40%, ad un quasi 100% di efficienza. Gli effetti collaterali gravi sono molto rari, mentre sono relativamente frequenti quelli lievi: reazioni locali e sistemiche lievi nel 5-30% dei vaccinati; rare le reazioni di ipersensibilizzazione. Reazioni locali e sistemiche più severe sono invece estremamente rare, avvenendo più che altro dopo un eventuale quarta dose.
Visto che l'obiettivo del vaccino è coprire i primi cinque anni di vita, in cui c'è maggiore rischio di patologie invasive, non si eseguono richiami dopo il 5º anno di età, quando viene somministrata la terza dose.

### Morbillo

Copertura mondiale della vaccinazione contro il morbillo.

È una malattia infettiva acuta altamente contagiosa causata da un virus appartenente alla famiglia dei Paramyxoviridae, genere Morbillivirus.
Il problema del morbillo è legato alla frequente presenza di gravi complicanze, anche potenzialmente invalidanti o mortali:
- 7-9% otite media
- 1-6% polmonite, sia virale che batterica
- 6% diarrea
- 0,1-0,01% encefalomieliti
- 0,001% panencefalite sclerosante subacuta (PESS)
- 0,01-0,05% mortalità

Il vaccino disponibile è un vaccino a virus vivo attenuato; tra i suoi eventuali effetti collaterali, con simulazione della malattia, vi può essere rialzo termico o interessamento delle mucose, raramente rash cutaneo. Questi sintomi non compaiono, come nel caso dei vaccini a virus inattivato, dopo qualche ora dalla somministrazione, ma dopo 6-7 giorni, e durano qualche giorno. Ciò di per sé non è grave, ma bisogna allertare le famiglie soprattutto se il bambino soffre di convulsioni febbrili, in modo da poter preventivamente somministrare qualche dose di paracetamolo.
Il vaccino si inattiva mediante ripetute crescite in colture di fibroblasti di uova embrionate; ciò aveva suggerito l'ipotesi che vi potessero essere reazioni avverse nei soggetti allergici all'uovo, ma quest'ipotesi è stata smentita perché la quantità di antigene dell'uovo presente è talmente bassa da non destare preoccupazioni.
L'unica indicazione alla vaccinazione in ambiente protetto è l'anafilassi.
Il 95% dei soggetti sviluppano immunità dopo 1 dose di vaccino, il 99% dopo la seconda dose, il 99,6% se vengono rispettate tutte le possibili dosi di richiamo. Il vaccino è molto efficace, garantendo una copertura vaccinale duratura per tutta la vita del paziente.

### Parotite

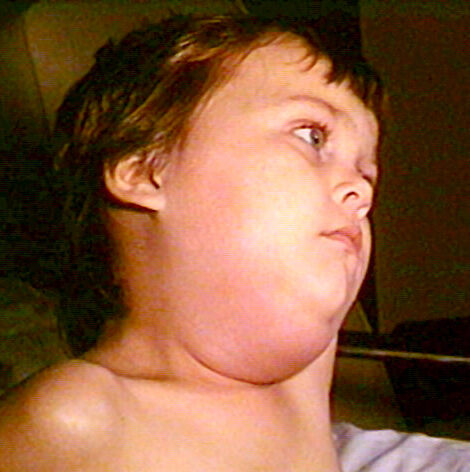
Un bambino affetto da parotite.

La parotite è una malattia infettiva contagiosa, di eziologia virale (il virus appartiene alla famiglia dei Paramyxoviridae), che si manifesta tipicamente con un ingrossamento delle ghiandole parotidi; può avere un decorso asintomatico o interessare numerosi organi e apparati.
Esistono delle complicanze ma sono soprattutto evidenti in età puberale (nel maschio orchite o epididimite, prostatite e nelle femmine mastite, ooforite, tiroidite di De Quervain). Complicanza comune è anche la pancreatite, anche se non è nota la reale incidenza di questa complicanza: una certa congestione d'organo è probabilmente molto frequente, mentre rare sono le forme conclamate.
Una cosa più comune nel bambino (1-10% dei casi) è la cerebellite (che si manifesta con deambulazione a base allargata) associata o meno a un'encefalite (con una compromissione neurologica più evidente).
Il vaccino anti-parotite è un vaccino a virus vivo attenuato. Un tempo si utilizzava un ceppo di virus inattivato che poteva dare, anche se raramente e in maniera blanda, una meningite a liquor limpido che aveva risoluzione spontanea. Oggi ovunque si usa un altro ceppo, che è quello che assicura rispetto ad altri ceppi vaccinali la maggior efficacia e minor effetti collaterali.
Il vaccino è somministrato dopo l'anno, con la possibilità di eseguire il richiamo al 5-6º anno.
L'efficacia, pur non completa, è stimata attorno al 96-97%.

### Rosolia

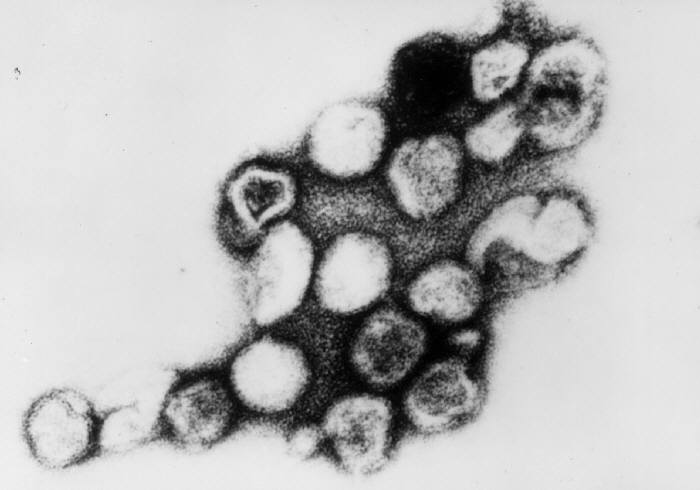
Microfotografia realizzata con un microscopio elettronico a trasmissione (TEM) del virus della rosolia.

La rosolia è una malattia infettiva moderatamente contagiosa, di eziologia virale (il virus appartiene alla famiglia dei Togaviridae), che si manifesta tipicamente con un esantema maculopapuloso e con tumefazioni linfoghiandolari.
Se contratta in gravidanza può configurare nel nascituro il quadro della rosolia congenita.
Il vero problema è quello della prevenzione della rosolia congenita, e quindi di avere donne in età fertile tutte coperte contro la rosolia. Fino a qualche anno fa si eseguiva il vaccino in tutte le bambine a 11 anni di età, ma la sua mancata applicazione capillare ha creato alcuni problemi di copertura; quindi attualmente il calendario vaccinale antirosolia segue quello della vaccinazione anti-morbillo: con 2 dosi di vaccino si riesce ad assicurare un'ottima copertura vaccinale.
L'efficacia è elevatissima: 99,95% circa dopo 2 o 3 dosi inoculate.

### Influenza

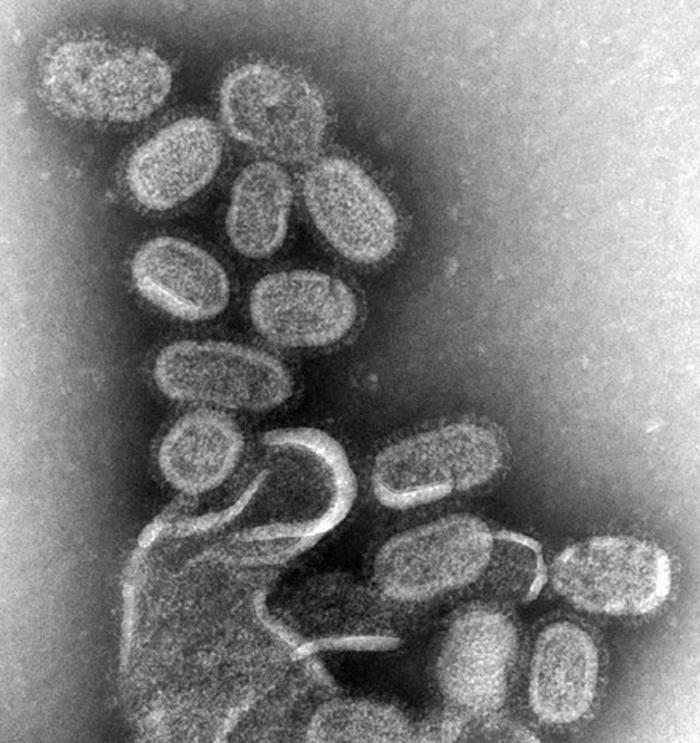
Virioni dell'influenza, ingrandimento 100000x grazie ad un microscopio TEM.

Sulla base dei riscontri epidemiologici riguardante la circolazione dei virus influenzali, i vaccini utilizzati comprendono i ceppi di più recente isolamento e, quindi, di più probabile circolazione (di solito 2 del tipo A e 1 del tipo B). Esistono vaccini a virus intero, ma in età pediatrica si consigliano i vaccini subvirionici che determinano con minore frequenza effetti collaterali locali (dolorabilità e indurimento in sede d'iniezione) e sistemici (malessere, cefalea e febbre).
Tutti i composti disponibili risultano efficaci nei soggetti con più di 6 mesi di vita, in quanto, prima di tale età, la risposta anticorpale è bassa. Va effettuata ogni anno in autunno avanzato (dall'inizio di ottobre fino alla fine di novembre). Fino ai 9 anni si somministrano 2 dosi nei soggetti vaccinati per la prima volta: il concetto delle 2 dosi dipende dal fatto che si presuppone che il soggetto non abbia mai incontrato il virus.
Le raccomandazioni statunitensi, ma anche quelle del Ministero della Salute in Italia, sono quelle di vaccinare tutti i soggetti con patologia cronica di età superiore ai 6 mesi allo scopo di prevenire le complicanze dell'influenza.
I vaccini vanno fatti sopra i 6 mesi perché, soprattutto per quanto riguarda i vecchi vaccini, sotto quest'età non funzionano. I soggetti con patologia cronica sono i soggetti con cardiopatie congenite emodinamicamente significative, con patologia respiratoria cronica (incluso l'asma), con patologia metabolica incluso il diabete, con insufficienza renale ed epatica, con immunodeficienze congenite o acquisite.

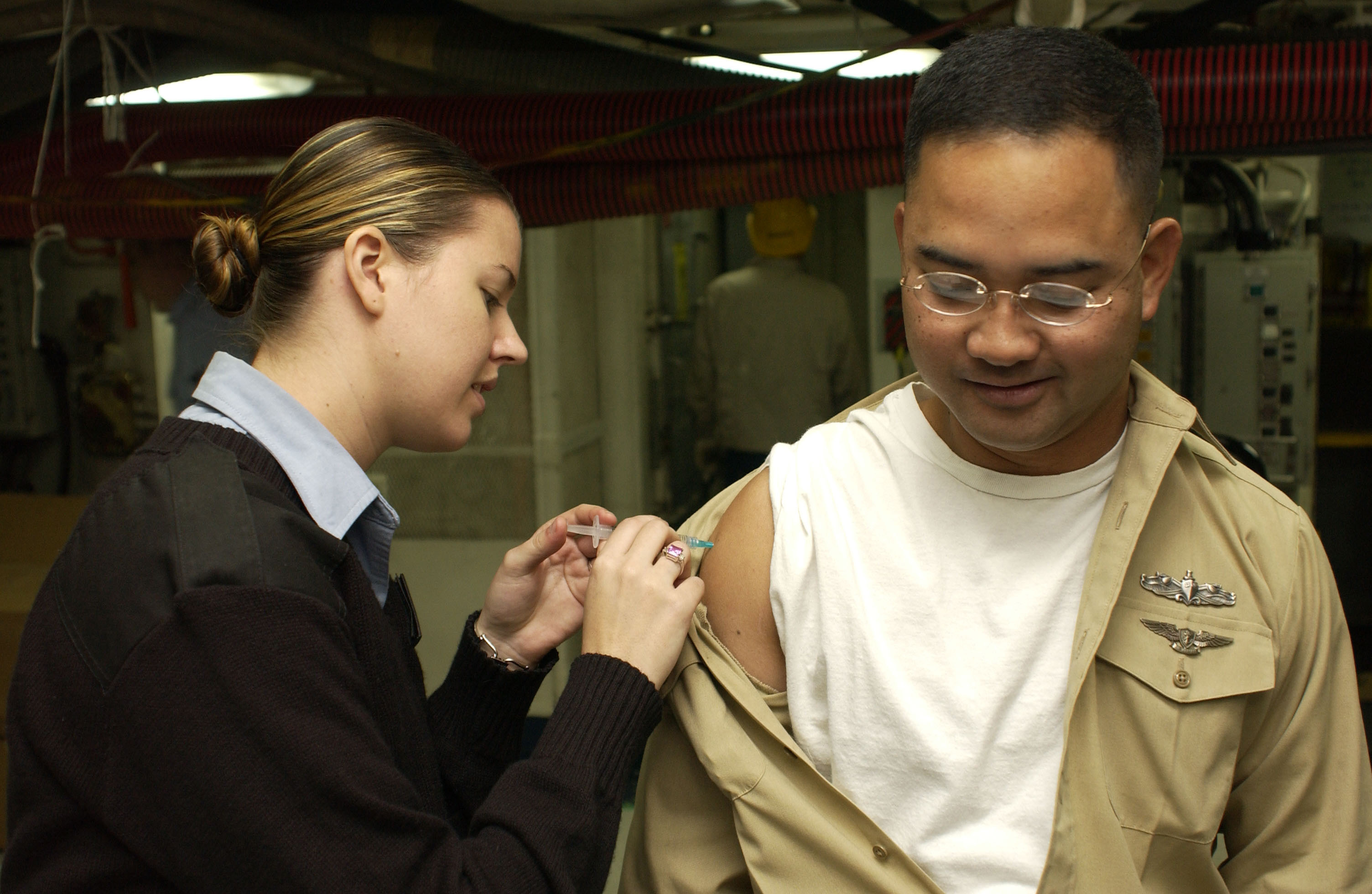
Personale della marina statunitense che riceve la vaccinazione

A queste categorie il Ministero ha aggiunto anche i prematuri e i nati di peso inferiore ai 2,5 chili.
Nei soggetti sani di età compresa tra i 6 e i 23 mesi la vaccinazione è raccomandata ed è offerta gratuitamente e attivamente. Questo accade perché degli studi hanno dimostrato come i soggetti di età inferiore ai 2 anni durante il periodo influenzale, senza avere nessuno particolare fattore di rischio, venissero ospedalizzati molto frequentemente, addirittura più di quelli con patologie croniche ma di età superiore; questo perché se un bambino sotto i 2 anni presenta febbre alta la tendenza è sicuramente quella di ricoverarlo, anche per essere sicuri che non si tratti di altre infezioni, ad esempio batteriche. Per lo stesso motivo, in un altro studio si è dimostrato che nei primi 2 anni di vita vi è una frequenza di visite mediche e di terapia antibiotica particolarmente elevato.
Anche considerando i costi, i dati italiani dimostrano che il costo medico dell'influenza è molto elevato, non solo in termini diretti (numeri di ricoveri, di prescrizione di antibiotici, di antipiretici) ma anche in senso indiretto in relazione al numero di giornate di lavoro perse dai genitori, non solo perché assistono il figlio malato ma perché c'è la possibilità che si ammalino loro stessi. I dati italiani per ora mostrano che questo problema è soprattutto accentuato nella fascia di età tra i 2 e i 7-8 anni, cioè in coloro che iniziano la scuola materna e i primi anni di elementari.
La tendenza attuale è quindi quella di allargare la vaccinazione anche ai bambini sani, fino ai 7-8 anni.

### COVID-19
Dal 24 giugno 2020 sono stati approvati e distribuiti diversi tipi di vaccino prodotti da diverse case farmaceutiche.
Le tipologie e rispettivi principali produttori sono:
- Vaccino a RNA: Pfizer-BioNTech, Moderna
- Vaccino a vettore virale: Astra Zeneca, Johnson & Johnson
- Vaccino inattivato: Sinovac, Sinopharm
- Vaccino a subunità: Nuvaxovid, Novavax

## Efficacia della vaccinazione
La vaccinazione è un fondamentale intervento di sanità pubblica, che si prefigge di proteggere sia l'individuo che la comunità da vari tipi di infezioni.
L'implementazione nell'uso comune di vari preparati vaccinali (come il vaccino antivaioloso, il vaccino antirabbico, l'antitetanico, il vaccino antipoliomielitico, il vaccino anti-influenzale, vaccini plurivalenti - ad esempio il vaccino trivalente -, il vaccino anti-epatite A, il vaccino antitubercolare e molti altri) ha permesso di ridurre nel corso dei decenni l'incidenza di numerose malattie un tempo assai diffuse e potenzialmente mortali.
I paesi di tutto il mondo richiedono ai viaggiatori in partenza per altri paesi, o in arrivo da altri paesi, di essere vaccinati contro alcune malattie infettive al fine di prevenire epidemie.
L'immunizzazione può esser acquisita in due modi diversi: per via attiva o passiva. La protezione passiva viene ottenuta somministrando anticorpi costituiti da sieri eterologhi animali o da anticorpi umani provenienti da soggetti iperimmunizzati. Questo tipo di protezione è intensa ma di breve durata. La si preferisce nei casi in cui una malattia viene causata da una tossina (come il tetano o il morso di serpenti) e serve una protezione rapida, senza dover aspettare che l'organismo colpito sviluppi l'immunità. Questo tipo di immunizzazione, inoltre, non induce una memoria immunologica e non protegge quindi dalle successive esposizioni allo stesso microrganismo. La protezione attiva, ottenibile mediante la somministrazione di un vaccino, permette invece un'immunizzazione molto lunga in quanto il sistema immunitario combatte direttamente il "patogeno", che nel caso dei vaccini è in genere limitato ad una sua componente non infettiva e come tale non dannosa per l'individuo. Dopo la prima risposta al vaccino il sistema immunitario "ricorda" tale patogeno e sarà in grado di rispondere in maniera più rapida, intensa e diretta ad un'eventuale infezione da parte del medesimo microrganismo per cui è stata eseguita la vaccinazione.

### Immunità di gregge
Una delle caratteristiche principali di numerosi vaccini è la capacità di indurre la cosiddetta immunità di gregge (o di gruppo o di branco), cioè il fatto che, immunizzando la maggior parte della popolazione, anche gli individui non immunizzati o immunodepressi hanno una minore probabilità di entrare in contatto con il patogeno e vengono pertanto protetti mediante l'interruzione della catena di infezione. Naturalmente in base a quanto è infettivo un microrganismo sono necessarie percentuali diverse di persone vaccinate per indurre un'immunità di gruppo; è stato comunque stimato che serve almeno l'80% della popolazione vaccinata per permettere che ciò accada. Per malattie ad elevato rischio di contagio (ad esempio il morbillo) tale percentuale sale fino al 95%, la soglia standard obiettivo di diverse campagne vaccinali.
Si possono citare numerosi esempi di epidemie scoppiate a causa di sensibili diminuzioni dei tassi di vaccinazione nella popolazione, che hanno causato una riduzione dell'immunità di branco. Ne sono esempio i casi di morbillo nel Regno Unito del 1998, l'epidemia di difterite nei paesi ex-URSS della metà degli anni novanta o altri casi di morbillo negli USA del 1980.
L'esempio più eclatante è quello del vaiolo: dopo le ricerche di Jenner, le campagne vaccinali contro la malattia iniziarono già nel corso dell'Ottocento in Europa e negli Stati Uniti, e nel 1914 era pressoché scomparsa nei paesi industrializzati, pur restando endemica in vari paesi, soprattutto del terzo mondo; la campagna di vaccinazione di massa avviata dall'Organizzazione Mondiale della Sanità nel 1967 fece sì che l'ultimo caso sia stato registrato nel 1977 in Somalia, e che nel 1980 l'OMS abbia confermato l'eradicazione globale del vaiolo.
Per quanto riguarda la poliomielite, nel 1952 negli Stati Uniti erano stati segnalati più di 21 000 casi, mentre in Italia nel 1958 vennero segnalati oltre 8 000 casi. Il primo vaccino antipolio, il Salk, venne approvato nel 1955: nell'arco di soli due anni i casi di poliomielite negli USA scesero a 5 600, per azzerarsi completamente nel 1979; in Italia, l'ultimo caso acclarato di poliomielite risale al 1982.
Di seguito, si riportano alcuni dati che illustrano l'andamento di varie patologie in territorio statunitense prima e dopo la commercializzazione del relativo vaccino: {| class="wikitable" style="text-align:center"
!Patologia !! Numero massimo di casi (anno) !! Numero di casi nel 2009!! Variazione percentuale
|-
|Difterite|| 206 939 (1921) || 0 || -99,99
|-
|Morbillo|| 894 134 (1941) || 61 || -99,99
|-
|Parotite|| 152 209 (1968) || 982 || -99,35
|-
|Pertosse|| 265 269 (1934) || 13 506 || -94,72
|-
|Poliomielite (paralitica) || 21 269 (1952) || 0 || -100,00
|- 
|Rosolia|| 57 686 (1969) || 4 || -99,99
|-
|Tetano|| 1 560 (1923) || 14 || -99,99
|-
|Epatite B|| 26 611 (1985) || 3 020 || -87,66
|}

## Possibili effetti collaterali
Sin dalla decisione di somministrare in via sistematica i vaccini per proteggere le popolazioni da malattie infettive potenzialmente letali, come per ogni farmaco la comunità scientifica ha riconosciuto nei vaccini stessi un certo grado di rischio ed incertezza, in quanto ad esempio errori durante la preparazione possono portare alla contaminazione con proteine od organismi non attenuati, e in certe formulazioni i microbi stessi possono regredire allo stato non attenuato. Sono da considerare anche eventuali ipersensibilità del paziente.

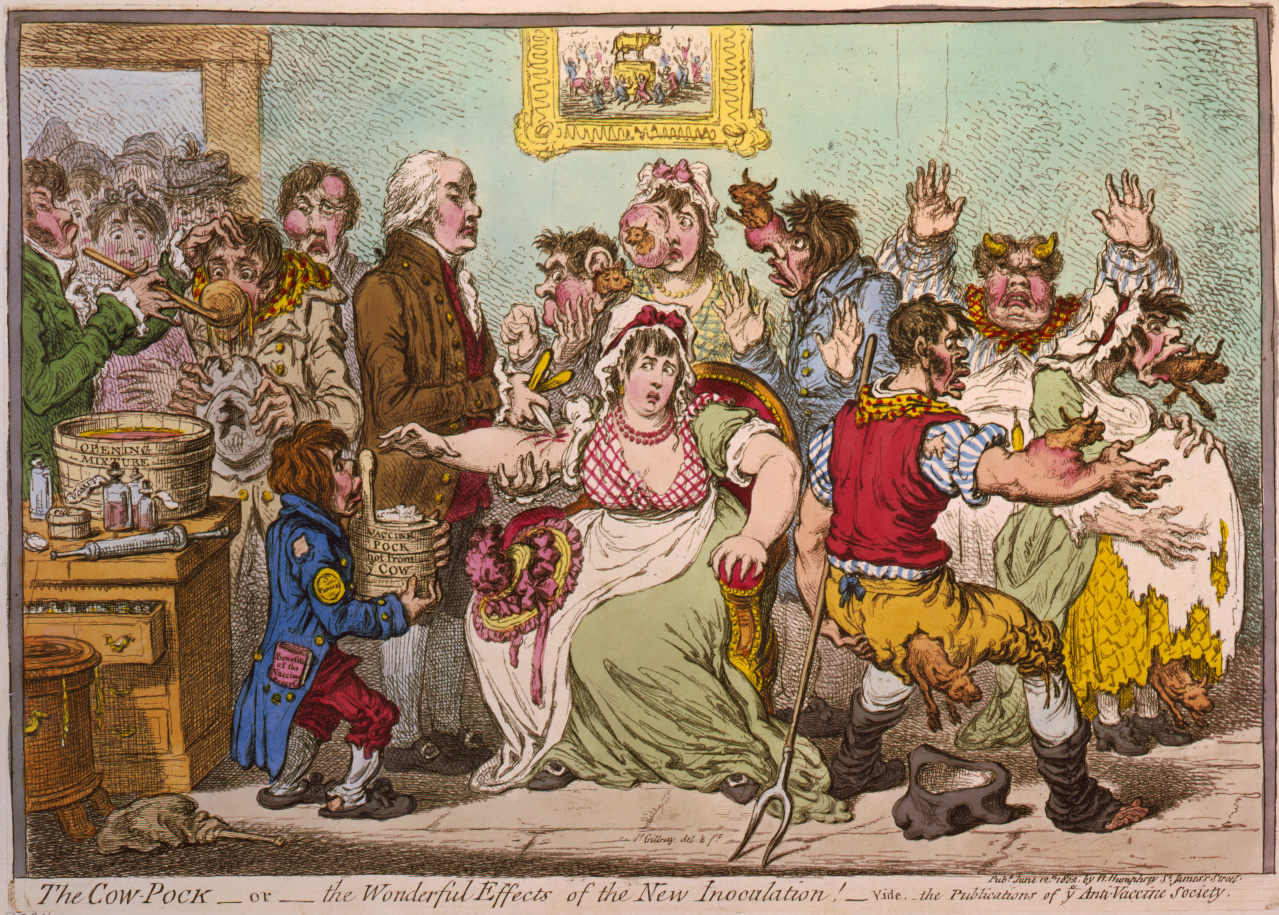
Vignetta satirica di James Gillray del 1802: Edward Jenner è intento a vaccinare delle persone dal vaiolo ma il vaccino, anziché prevenire la malattia, dà vita a delle vacche che escono dalla pelle.

Basti ricordare che per quanto i soggetti siano esposti agli stessi antigeni che causano la malattia, la quantità di antigeni presenti nel vaccino sarà sempre minore alla quantità di batteri vivi e microrganismi a cui si è esposti quotidianamente.
Non bisogna infine dimenticare che moltissime delle malattie infettive che i vaccini hanno contribuito e contribuiscono ad eradicare (si veda tabella nel paragrafo precedente) non sono più presenti da anni nei paesi sviluppati e le popolazioni di questi paesi spesso non sono più consapevoli degli effetti devastanti a cui queste patologie possono portare.

### Controlli e revisioni
L'efficacia e la sicurezza di ogni vaccino, come per i farmaci, vengono controllate tramite sperimentazioni cliniche attente anche agli eventuali effetti collaterali. Ad esempio per il vaccino anti-polio di Sabin (che in alcuni paesi è già stato sostituito con il vaccino di Salk) presenta una probabilità di reversione alla forma virulenta di 1 su 2,4 milioni, pari allo 0,0000417%.
Questi controlli continuano anche dopo l'approvazione all'uso, tramite la farmacovigilanza, che porta a rapidi interventi (sospensione del vaccino) in caso di sospetti, fino a che non risulta chiara un eventuale correlazione o meno e solo dopo aver acquisito la certezza che non vi è correlazione tra gli eventi avversi ed il farmaco/vaccino si riprendere la somministrazione.
Queste complicanze, che sono estremamente rare, non influiscono sull'efficacia della vaccinazione che quindi non porta quasi mai a conseguenze gravi come numerosi studi hanno dimostrato, e come la stessa Organizzazione Mondiale per la Sanità ha confermato.

### Complicanze
Le complicanze, sebbene rare, esistono soprattutto per i vaccini attenuati che possono indurre complicanze simili a quelle prodotte dall'infezione naturale. Il dato interessante ai fini della sicurezza dei vaccini è che l'incidenza di effetti collaterali dopo una vaccinazione è comunque inferiore a quella dopo l'infezione naturale: uno studio indipendente ha dimostrato che dei 75 milioni di vaccini anti-morbillo somministrati tra il 1970 e il 1993, solo 48 hanno portato allo sviluppo di una encefalopatia (la probabilità di poter contrarre un'encefalopatia dopo essersi vaccinati era dello 0,000064%).
La tabella che segue contiene i risultati di ulteriori studi riguardanti la comparazione fra i rischi di sviluppare complicanze in seguito ad un'infezione naturale di morbillo e in seguito a una vaccinazione contro il morbillo stesso.
| Complicanza                 | Rischio di sviluppare la complicanza dopo un'infezione naturale | Rischio di sviluppare la complicanza dopo la vaccinazione |
| --------------------------- | --------------------------------------------------------------- | --------------------------------------------------------- |
| Otite media                 | 7%-9%                                                           | 0%                                                        |
| Polmonite                   | 1%-6%                                                           | 0%                                                        |
| Diarrea                     | 66%                                                             | 0%                                                        |
| Encefalopatia postinfettiva | 0,05-0,1%                                                       | 0,0001%                                                   |
| SSPE                        | 0,001%                                                          | 0%                                                        |
| Morte                       | 0,01%-1% (fino a 5%-15% nei paesi in via di sviluppo)           | 0%                                                        |

## I vaccini anti-tumorali e anti-patologie
Attualmente le terapie contro i tumori sono basate su farmaci che mirano ad eliminare le cellule neoplastiche o a bloccarne la divisione cellulare: tuttavia essi agiscono pure sulle cellule normali, diventando quindi dannosi per l'organismo.
Le risposte immunitarie invece sono in genere molto specifiche e la possibilità di attaccare i tumori attraverso il sistema immunitario potrebbe garantire un'uccisione mirata e non generalizzata. Per fare ciò si sta studiando la possibilità di creare vaccini contenenti cellule tumorali uccise o antigeni tumorali. Le strategie di sviluppo dei vaccini antitumorali sono praticamente le stesse dei vaccini per agenti patogeni, ma sono ancora in corso di sperimentazione.
Queste soluzioni in alcuni casi appartengono alla sfera della medicina personalizzata, in quanto derivano dal genoma tumorale, una delle soluzioni più recenti si basano sui vaccini mRNA, questi vaccini personalizzati possono essere sviluppati in 9 settimane dall'intervento (ma che ora è confezionabile in 6), di contro si rilevano particolarmente costosi.
Sono allo studio soluzioni a base vaccinale anche per la cura o prevenzione di patologie, come l'Alzheimer, ma anche aterosclerosi o il diabete di tipo 2.

## Controversie e teorie del complotto
Nel tempo vi sono state diverse campagne volte a mettere in dubbio l'efficacia o la sicurezza dei vaccini. Ad esempio, i vaccini o i loro eccipienti sono stati accusati di essere possibili cause di autismo, ADHD, sindromi autoimmuni e altri tipi di patologie. Tuttavia queste affermazioni sono state confutate da centinaia di studi che hanno dimostrato l'assenza di nesso tra le suddette patologie e i vaccini, nonché l'assoluta sicurezza ed efficacia degli stessi.

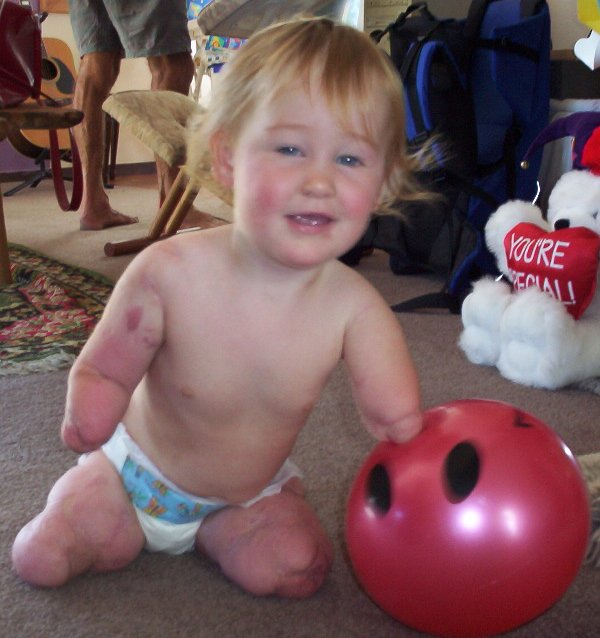
La bambina neozelandese Charlotte Cleverley-Bisman, colpita all'età di sei mesi da un'infezione meningococcica. A causa di tale infezione rischiò la vita e dovette subire l'amputazione di tutti gli arti. La bambina era ancora troppo piccola per essere vaccinata, ma un'adeguata copertura vaccinale da parte della popolazione avrebbe potuto evitarle tale destino tramite l'immunità di gregge.

Stando ai dati riscontrati tramite una ricerca condotta da Vaccine Confidence Project nel 2016 lo scetticismo nei confronti dei vaccini risulta estremamente variabile per regione geografica, con percentuali maggiori in Europa: si passa dalla Francia, dove il 41% della popolazione nutre dubbi in particolare sulla loro sicurezza, alla Russia e all'Italia dove le percentuali sono rispettivamente il 27% e il 21%. In USA (13%), Germania (10%), Regno Unito (9%) le percentuali sono pari o inferiori alla media mondiale, che si assesta intorno al 12%.

### Studi
Centinaia di studi compiuti nel corso dei decenni hanno dimostrato la grande sicurezza dei vaccini, ed hanno confutato sulla base dell'evidenza scientifica le controversie pseudoscientifiche relative ai loro ipotetici effetti collaterali.
La American Academy of Pediatrics (Accademia Americana di Pediatria) ha raccolto, in un documento pubblicato nell'aprile 2013, 45 importanti studi scientifici internazionali sulla sicurezza dei vaccini.
In tali studi è stata dimostrata chiaramente la mancanza di correlazione tra la somministrazione dei vaccini e lo sviluppo di autismo, e che le probabilità di sviluppare una forma di autismo non sono correlate ad una somministrazione maggiore degli antigeni presenti nel vaccino.
La comparazione fra bambini vaccinati nei tempi consigliati dal calendario vaccinale ed i bambini vaccinati fuori da questi periodi di tempo ha dimostrato che non c'è nessun beneficio nel ritardare la vaccinazione e che vaccinare i bambini nel periodo previsto non porta rischi di reazioni avverse, nemmeno nei bambini con problemi congeniti nel metabolismo.
Inoltre, è stato dimostrato che le vaccinazioni non portano ad un aumento del rischio di convulsioni febbrili nelle 6 settimane successive alla vaccinazione e, per quanto riguarda il vaccino trivalente (MPR), è stata ripetutamente smentita l'ipotesi che questo vaccino potesse causare un disturbo pervasivo dello sviluppo, malattie infiammatorie croniche intestinali, encefaliti, meningiti asettiche o autismo.

### Il caso MPR e la frode scientifica sulla correlazione con l'autismo
Il vaccino MPR è uno dei vaccini che vengono somministrati di routine in età infantile. Nel 1998 nel Regno Unito venne pubblicato un articolo, a firma di Andrew Wakefield, che sosteneva un'associazione fra la vaccinazione MPR e lo sviluppo di autismo e alcune patologie croniche intestinali. Sebbene questo studio si dimostrasse in seguito essere un falso e venisse quindi ritirato dalla rivista che lo aveva pubblicato esso portò ad un calo della vaccinazione per parecchi anni e conseguentemente al diffondersi di un'epidemia di morbillo - con diversi decessi accertati - dovuta alla diminuzione dell'immunità di gruppo.

### Critiche sull'utilizzo del thimerosal
Alcuni membri dell'opinione pubblica hanno più volte espresso preoccupazioni riguardo alla presenza in alcune formulazioni vaccinali del thimerosal, un composto contenente etilmercurio e impiegato come conservante. Tali dubbi non hanno tuttavia trovato riscontro dopo le numerose ricerche effettuate in merito, che hanno confermato la sicurezza del thimerosal, il quale nel corso degli anni è stato comunque rimosso da alcune formulazioni vaccinali.